# (152481) Stabia
(152481) Stabia est un astéroïde de la ceinture principale.

## Description
(152481) Stabia est un astéroïde de la ceinture principale. Il fut découvert le 30 novembre 2005 à Mayhill par Ernesto Guido. Il présente une orbite caractérisée par un demi-grand axe de 3,14 UA, une excentricité de 0,06 et une inclinaison de 23,5° par rapport à l'écliptique.
Il est nommé d'après Castellammare di Stabia, ville italienne aujourd'hui englobée par la métropole napolitaine.

## Compléments